# Extremo Oriente ruso

Distrito federal del Extremo Oriente (en rojo)

El Extremo Oriente ruso (del ruso: Дальний Восток России); AFI: [ˈdalʲnʲɪj vʌˈstok rʌˈsʲiɪ] es una locución que se refiere a la parte rusa del Extremo Oriente, es decir, a los territorios extremo-orientales de Rusia: entre Siberia y el océano Pacífico. El distrito federal de Extremo Oriente que engloba esta área no debe ser confundido con el distrito federal de Siberia que no se extiende hasta el Pacífico. En la época socialista era conocido como el Extremo Oriente soviético.
Aunque tradicionalmente se considera parte de Siberia, el Extremo Oriente ruso se clasifica por separado de Siberia en los esquemas regionales rusos (y anteriormente en la Unión Soviética).
En Rusia, la región es normalmente denominada simplemente como «Extremo Oriente», lo que implica una potencial confusión con el significado internacional de Extremo Oriente en la traducción. Esta última región es normalmente referida en Rusia como la región Asia-Pacífico (en ruso: Азиатско-тихоокеанский регион, abreviado como АТР), o «Asia oriental» (en ruso: Восточная Азия).

## Geografía

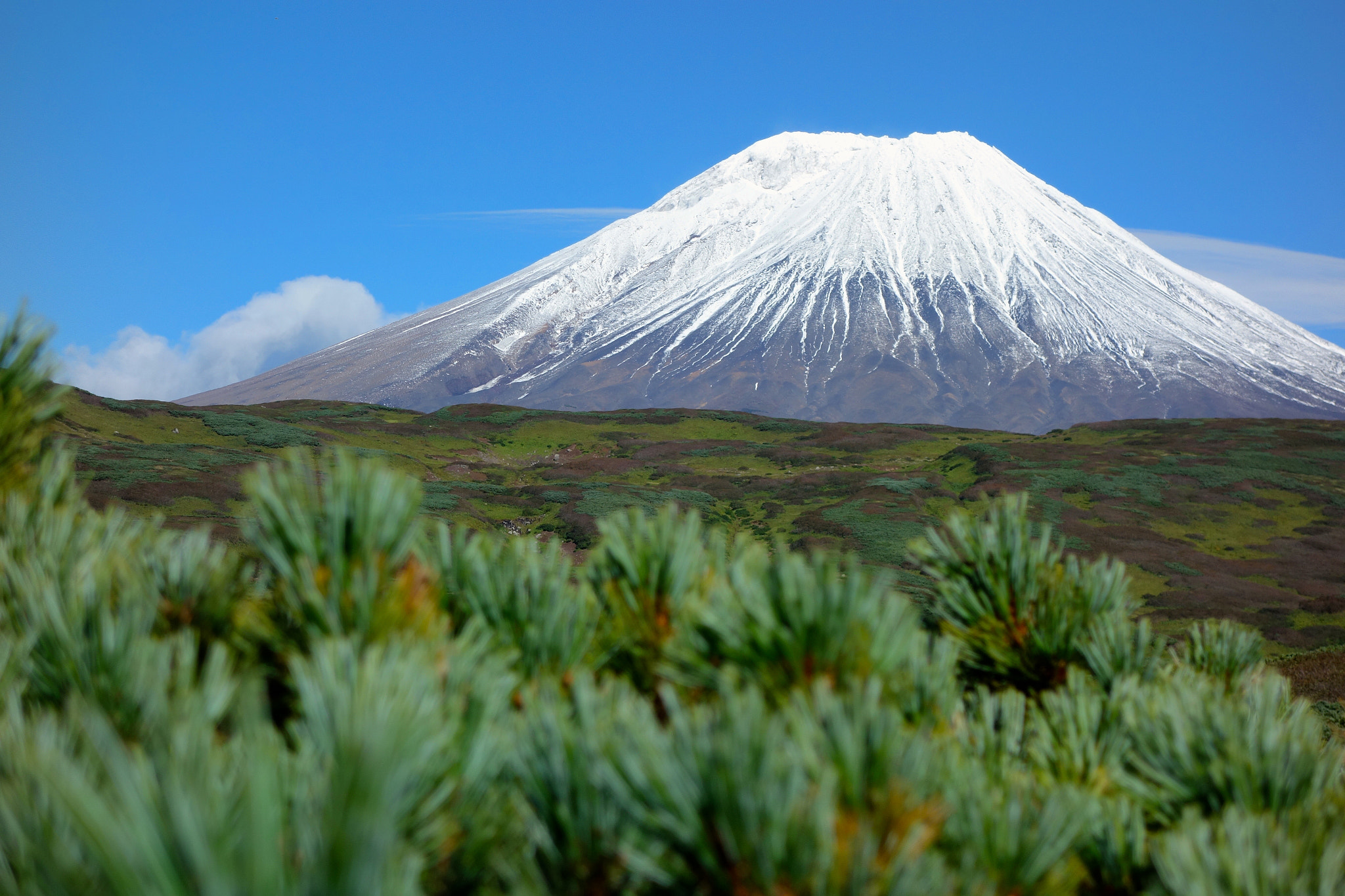
Panorama de los volcanes de Kamchatka

### Clima
La temperatura media anual del aire oscila entre −15 °C (el lugar más frío del Lejano Oriente ruso es Oimiakón, con una temperatura media anual de −15,5 °C) y +7 °C (el lugar más cálido es la aldea de Khasan, en el Krai de Primorie, con una temperatura media anual de +7,2 °C). El permafrost se extiende por casi toda la región.
El clima del Lejano Oriente es diverso: desde el ártico y subártico en el norte de Yakutia y Kamchatka, en la región de Magadán y Chukotka, hasta el monzónico en Sajalín, en la región judía y parte de la región del Amur, en los Krai de Primorie y Jabárovsk. La mayor parte de Yakutia y el noroeste de la región del Amur tienen un clima continental marcado, mientras que Kamchatka y las islas Kuriles tienen un clima marítimo. Estas diferencias se deben a la enorme extensión del territorio de norte a sur (casi 4500 km) y de oeste a este (2500-3000 km).

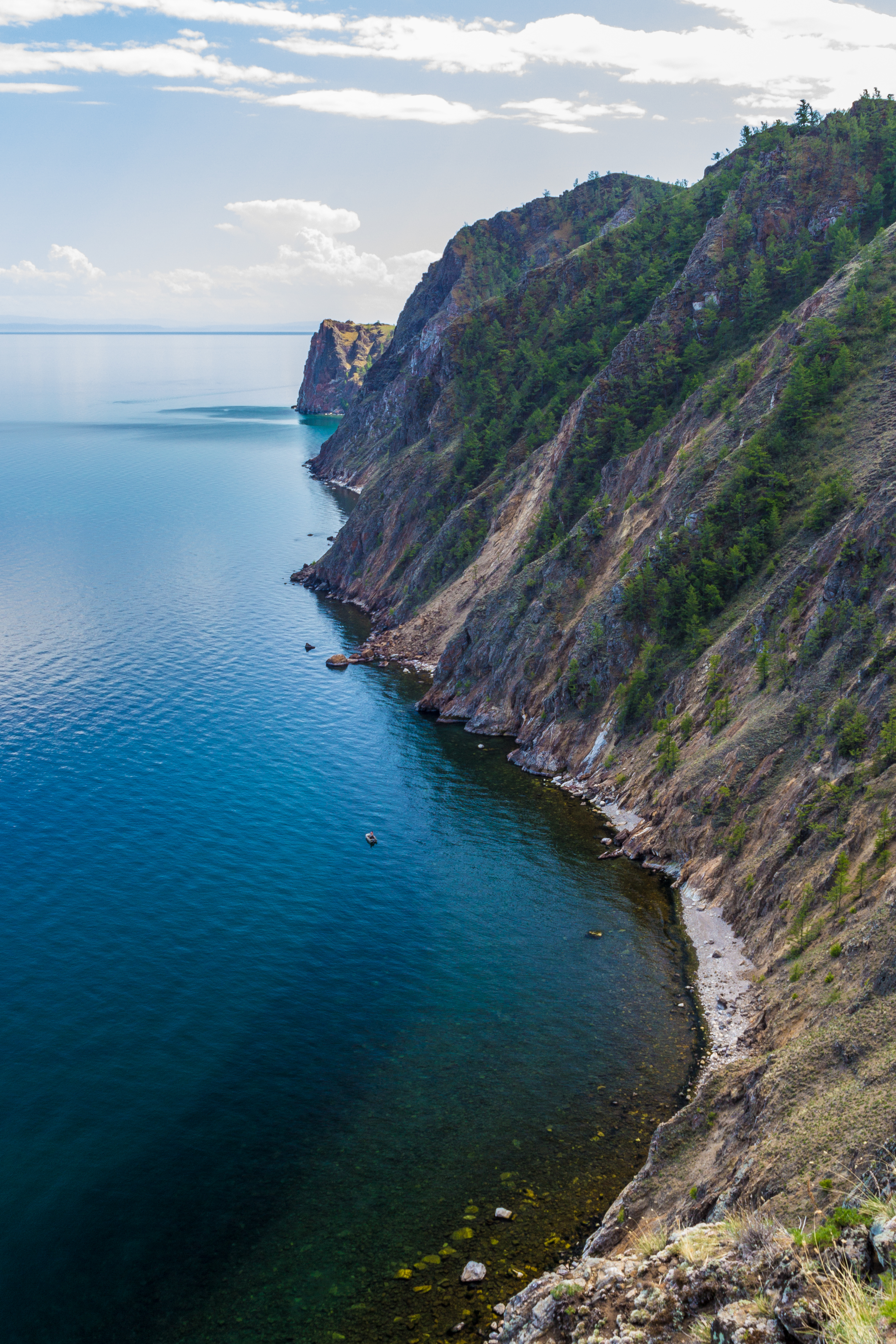
El Lago Baikal con más de 31 720 km² es más grande que países como Israel o El Salvador

Las diferencias más significativas entre el Lejano Oriente y Siberia se asocian con la prevalencia de un clima marcadamente monzónico en el sur y un clima monzónico y marítimo en el norte, resultado de la interacción entre el océano Pacífico y las tierras del norte de Asia. El frío mar de Ojotsk y la fría corriente de Primorie a lo largo de la costa del mar de Japón tienen un impacto significativo en el clima. El relieve montañoso también influye en él.
En las regiones continentales del Lejano Oriente, los inviernos varían desde fríos, soleados y con poca nieve en el sur hasta extremadamente rigurosos en el norte. El verano en el norte es cálido y seco, pero corto. En el sur, es caluroso, húmedo y más largo. En las regiones costeras del norte, los inviernos son fríos y ventosos. No hay verano meteorológico. Aquí, la primavera se transforma gradualmente en otoño. En la costa sur, excluyendo algunas zonas del Krai de Primorie, el invierno es suave y nevoso, con una primavera prolongada y fría, un verano fresco y corto, y un otoño largo y cálido. Ciclones, lluvias torrenciales prolongadas, tifones y nieblas son comunes en la costa, tanto en invierno como en verano. En Kamchatka, la capa de nieve puede alcanzar los 6 metros. Además, cuanto más al sur, mayor es la humedad del aire. En el sur de Primorie, la humedad suele superar el 90 %, lo que aumenta considerablemente la sensación de frío en invierno y calor en verano. En casi todo el territorio del Lejano Oriente, la mayor cantidad de precipitaciones se produce en verano, lo que provoca sistemáticamente crecidas de ríos, inundaciones de edificios y tierras agrícolas.
A diferencia de la parte europea del país, en el Lejano Oriente casi no hay temperaturas grises en invierno, y se observan largos períodos de tiempo despejado y soleado, mientras que en verano es habitual la lluvia continua durante varios días seguidos.
Primorie se caracteriza en verano por densas nieblas que se transforman en una cortina continua de llovizna larga, densa y fina, llamada localmente «chilima» (de ahí el nombre de los residentes locales, «chilimas», es decir, una variedad local de camarón grande que «respira agua»).
También en el sur y centro del Lejano Oriente se observan ocasionalmente tormentas de polvo provenientes de los desiertos de Mongolia y el norte de China.
La mayor parte del territorio del Lejano Oriente ruso es o es equivalente a las regiones del Extremo Norte (con la excepción de la Región Autónoma Judía, las regiones meridionales de la Región del Amur, Jabárovsk y el Krai de Primorie).

## Demografía
Según el censo ruso de 2002, el distrito federal de Extremo Oriente cuenta con una población de 6 692 865 de personas, la mayoría de las cuales se concentra en las zonas  del sur. Dado el vasto territorio del Extremo Oriente ruso, 6,7 millones de personas se traducen en poco más de una persona por kilómetro cuadrado, lo que convierte a esta región en una de las menos densamente pobladas en el mundo. La población del Extremo Oriente ruso ha estado en rápido declive desde la disolución de la Unión Soviética, cayendo un 14 % en los últimos quince años. El gobierno ruso ha estado discutiendo una serie de programas de repoblación para evitar que el pronóstico cayera a 4,5 millones de personas para 2015, esperando atraer en particular a la población rusa de los Estados postsoviéticos.

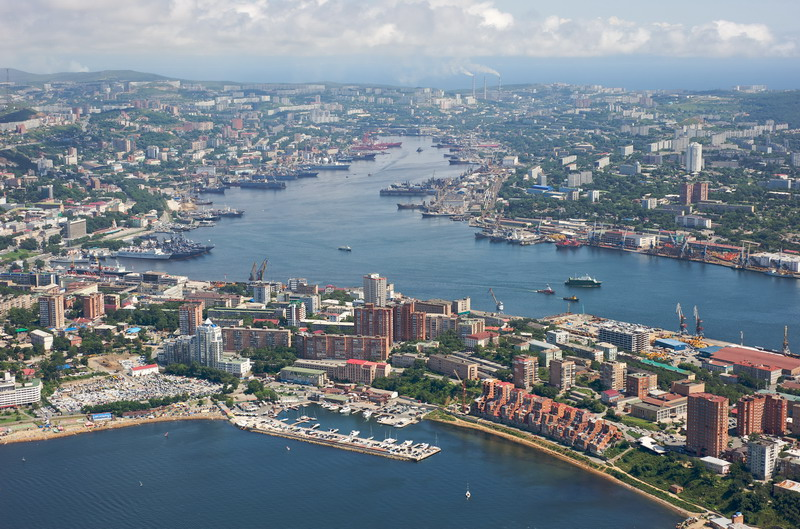
Centro de Vladivostok

El 75 % de la población es urbana. En 2002, las ciudades más pobladas eran las siguientes:
- Vladivostok (pob. 594 701)
- Jabárovsk (pob. 583 072)
- Komsomolsk del Amur (pob. 281 035)
- Blagovéshchensk (pob. 219 221)
- Yakutsk (pob. 210 642)
- Petropávlovsk-Kamchatski (pob. 198 028)
- Yuzhno-Sajalinsk (pob. 177 682)
- Najodka (pob. 177 133)
- Ussuriisk (pob. 157 759)

### Grupos étnicos tradicionales
Los grupos demográficos originales del Extremo Oriente ruso incluyen (agrupados por grupo lingüístico):
- Túrquicos o túrcicos: sajas.
- Esquimo-aleutas: aleutas, yupiks siberianos.
- Chukoto-kamchatkanos: chukchis, koriakos, alyutores, kereks, itelmenos.
- Tunguses: evenkis, évenos, nanais, órochi, ulchi, udegués, oroqens.
- Aislados: yukaguiros, nivjis, ainus.

## Accidentes geográficos
- Volcán Kliuchevskói, un estratovolcán basáltico situado cerca de la costa este de la península de Kamchatka.
- La fosa de las Kuriles, una de las depresiones más profundas del planeta, con unos 10 542 m de profundidad máxima.

## Deporte
- FC Luch-Energiya Vladivostok (fútbol)
- FC SKA-Jabarovsk (fútbol)
- Admiral Vladivostok (hockey sobre hielo)
- Amur Khabarovsk (hockey sobre hielo)
- Spartak Primorje (baloncesto)

## Lecturas recomendadas
- Stephan, John J. (1996). The Russian Far East: A History. Stanford: Stanford University Press. ISBN 0-8047-2701-5.